# 관동지방 (포켓몬스터)
관동 지방(한국한자: 關東地方 일본어: カントー地方 간토치호[*] 영어: Kanto Region)은 포켓몬스터에 등장하는 8개의 지방 중 하나인 동성지방의 동쪽으로, 간토 지방이 모티브다.

## 지리

### 도시 및 마을

#### 태초마을
- 애니메이션의 주인공인 지우의 고향이다. 위치한 작은 마을로 주인공 레드와 라이벌이자 동료인 그린의 고향이다.
- 오박사 연구소가 있고 스타팅 포켓몬으로 꼬부기, 파이리, 이상해씨를 고를 수 있다.

#### 상록시티
- 태초마을 북쪽과 상록숲 남쪽에 위치한 마을이다.
- 포켓몬 센터와 프랜들리 숍이 처음으로 등장한다.
- 상록시티에 처음 도착하여 진행하는 경우, 술에 취한 할아버지가 길을 가로막고 있지만 프랜들리 숍으로 가면 스토리를 계속 진행할 수 있다.
- 이곳에서 처음으로 체육관을 볼 수 있는데, 관장은 나중에 로켓단 보스인 비주기임이 밝혀지며 금, 은, 크리스탈, 하트골드, 소울실버에서는 그린이 관장을 맡게 된다. 비주기는 땅 타입을 주로 쓰며 그린은 여러 가지 타입의 포켓몬을 쓴다. 승리할 경우 포켓몬 리그 공식 뱃지인 그린뱃지를 받게 된다.

#### 회색시티
- 상록숲 북쪽과 달맞이산 서쪽에 위치한 마을이며 북쪽으로는 고대 포켓몬의 화석을 전시해 놓은 과학 박물관이 있다. 입장료는 50원이다.
- 이 마을의 포켓몬 센터 안에는 춤추는 푸린이 있다. 옐로우(피카츄)에서 피카츄는 이걸 보고 잠이 드는 경우가 있다.
- 풀베기를 사용해서 연구소의 옆집으로 들어가면 조수에게서 '호박석'을 받는다.
- 이 곳에서 처음으로 체육관에 도전을 하게 된다. 관장은 웅이며 사용하는 타입은 바위 타입. 꼬마돌과 롱스톤을 상대로 이기게 되면 회색뱃지와 기술머신34 '참기'를 받게 되고, 파이어레드/리프그린에서는 기술머신39 '암석봉인'을 받는다. 하트골드/소울실버에서는 기술머신80 '스톤샤워'를 받게 된다.

#### 블루시티
- 달맞이산 동쪽과 노랑시티 북쪽에 있는 마을이며 자전거가게가 있다.
- 북서쪽에는 뮤츠가 서식하고 있는 블루시티 동굴이 있다.
- 승선티켓을 소지한 채로 지붕이 넓은 집으로 가면 로켓단이 존재한다. 물리치면 기술머신28 '구멍파기'를 받는다.
- 북쪽의 24번 도로로 가면 라이벌과 트레이너들이 승부를 걸어온다. 모두 승리하면 금구슬을 받을 수 있다.
- 옐로우(피카츄)에서는 어떤 집으로 가면 피카츄의 친밀도에 따라서 이상해씨를 받게 되고, 북서쪽에서는 어떤 트레이너에게서 파이리를 얻게 된다.
- 체육관 관장은 이슬. 사용하는 타입은 물타입. 별가사리와 아쿠스타를 상대로 승리하면 블루뱃지와 기술머신11 '거품광선'을 얻고, 리메이크작에서는 기술머신03 '물의파동'을 얻는다.

#### 갈색시티
- 노랑시티 남쪽에 위치한 항구도시로 요코하마시를 모델로 하였다.
- 포켓몬 애호가 클럽이 있고 동쪽으로는 디그다의 굴이 있는데, 2세대에서는 잠만보가 앞을 가로막고 있어 포켓몬의 피리로 깨워야 한다.
- 애호가 클럽 회장의 이야기를 끝까지 들으면 회장이 자전거교환권을 준다. 이 교환권을 블루시티의 자전거 가게에 가져다 주면 자전거를 받을 수 있다.
- 포켓몬 센터에서 왼쪽의 집으로 들어가면 낚시꾼에게서 '낡은 낚싯대'를 받을 수 있다.
- 이 마을의 체육관에 들어가는 방법은 좀 까다로운데, 앞에서는 나무가 가로막고 있다. 이는 비전머신 풀베기로 벨 수 있으며 남쪽 항구에 정착해 있는 상트안느호에서 이것을 받을 수 있다. 체육관의 관장과 만나려면 쓰레기통을 뒤져서 스위치를 연속으로 두 개를 찾아야 한다. 한 번이라도 실패하면 처음부터 다시 찾아야 한다.
- 체육관 관장은 마티스. 사용하는 타입은 전기타입. 찌리리공, 피카츄, 라이츄를 상대로 이기면 갈색뱃지와 기술머신24 '10만볼트'를 받게 되고, 리메이크에서는 기술머신34 '전격파'를 받는다. 옐로우(피카츄)에서는 갈색뱃지를 받게 되면 여경이 꼬부기를 준다.

#### 보라타운
- 돌산 터널 남쪽에 있는 마을로 중앙에 포켓몬하우스가 있고 북동쪽에는 죽은 포켓몬들의 영혼이 쉬는 포켓몬 타워가 있다.
- 포켓몬 타워에서는 괴담이 전해져 내려오며, 그것을 의미하는 포켓몬의 무덤이 많이 있다. 또한 여기에서는 유령이 많이 나오는데, 실프스코프를 지니는 경우 유령의 본 모습을 볼 수 있다. 정상에는 등나무 할아버지가 있으며 등나무 할아버지를 로켓단으로부터 구하는 경우 할아버지에게서 포켓몬지피리를 받을 수 있다.
- 그리고 이곳의 배경음악(bgm)이 듣기 불편하다는 반응이 많아 논란을 일으켰다. 다만 사람에게 위험하지는 않고 루머가 굉장히 많으나, 큰 피해를 본 사람은 없다. 흔히 칠판 글구니지디싣느는 소리가 듣기 불편한 것과 비슷한 정도이다. 그렇지만 요즘에는 노래가 전보다 훨씬 좋아졌다. 사람들이 노래가 너무 이상하다고 얘기를 하니까 회사에서 배경음악의 주파수를 측정해봤는데 여러 개의 루머가 겹칠 때 유령 형태를 이루고 있었거나 영어로 'get out', 혹은 'leave now'라는걸 나타냈다. 그래서 배경음악을 바꿨다.

#### 무지개시티
- 노랑시티 서쪽에 있는 마을로 관동 지방에서 유일하게 백화점이 있으며 동전으로 가능한 게임 코너도 있다. 게임 코너에서 사용 가능한 동전케이스를 받으려면 마을에서 남동쪽 부근의 집으로 들어가면 된다. 게임 코너 아래에는 로켓단아지트가 있으며 그 안에서 비주기를 처음으로 만나게 된다. 실프스코프도 또한 그 안에 있으며 레스토랑은 물론 동전으로 경품을 교환할 수 있는 경품 교환소도 있다.
- 마을에서 오른쪽 부근에 좁은 통로로 들어가면 빌딩 뒷문으로 들어갈 수 있는데, 빌딩의 맨 꼭대기 층으로 올라가면 이브이를 얻을 수 있다.
- 서쪽으로 가면 나오는 통로에서 풀베기를 사용하고 어느 집으로 들어가면 비전머신 '공중날기'를 획득할 수 있다.
- 체육관 관장은 민화. 사용하는 타입은 풀 타입. 승리하게 되면 무지개뱃지를 얻는다.

#### 연분홍시티
- 갈색시티보다 남쪽에 있는 마을로, 사파리존이 있다. 캥카, 럭키, 켄타로스 등 몇몇 포켓몬은 오직 이 곳에서만 잡을 수 있다. 사파리존에서 '금틀니' 아이템을 얻어 사장에게 가져다 주면 비전머신 '괴력'을 받는다. 2세대에 들어오면서 휴업에 들어갔지만, 4세대에서 팔파크로 다시 개업하게 된다.
- 1세대에서 관장은 독수였지만 2세대에서는 독수가 사천왕으로 승진하면서 딸 도희가 관장직을 맡게 된다. 에이스는 1, 3세대에서는 또도가스, 2, 4세대에서는 크로뱃이다. 타입은 독 타입이며, 승리시 연분홍뱃지와 기술머신06 '맹독'을 받게 되고 하트골드/소울실버에서는 기술머신84 '독찌르기'를 받는다.
- 포켓몬스터 레츠고 피카츄,포켓몬스터 레츠고 이브이에는 사파리존이 있던 곳에 GO파크가 새로 생기게 된다. 금틀니를 주고 받는 비전머신도 '바위깨기'로 바뀌었다.

#### 노랑시티
- 이 지방 중심부에 위치한 대도시로 도쿄 도 구부를 모델로 하였다.
- 리니어 패스를 이용해서 성도지방의 금빛시티로 즉시 오갈 수 있다.
- 주인공을 따라하는 '흉내쟁이 아가씨'가 있다. 삐삐를 보여주면 [기술머신]대타출동을 받을 수 있다.
- 도심 중앙에 '실프주식회사'가 있다. 1, 3세대에서 로켓단에게 점령당하게 된다. 이 부분을 플레이하면서 라프라스를 얻게 되고, 클리어 시 마스터볼을 얻는다. 2세대에서는 경비강화를 목적으로 출입이 불가하지만 경비원에게 '업그레이드' 아이템을 받는다. '업그레이드'는 폴리곤 진화에 쓰인다.
- 유일하게 체육관이 2개이다. 한 곳은 격투타입, 한 곳은 에스퍼타입이다. 격투타입 체육관은 뱃지는 주지 않지만, 승리시 시라소몬, 홍수몬 중 하나를 택해 얻게 된다. 에스퍼타입 체육관 관장은 초련으로 승리시 골드배지를 받는다. 2세대에 들어오면서 격투체육관을 운영하지 않지만, 체육관 내에서 '기합의머리띠'를 얻을 수 있다. (이후 레츠고에서는 격투타입 체육관이 격투도장으로 바뀌게 된다.)

#### 홍련마을
- 관동지방 최서남단에 위치한 마을로, 화산이 있다.
- 플레이하며 얻은 화석을 소생시킬 수 있다.
- 관장은 강연, 불꽃 타입을 사용하며 승리시 진홍뱃지를 받는다.
- 1세대에서 체육관 문은 잠겨 있다. 근방의 폐건물인 포켓몬 저택에 들어가 열쇠를 찾아 열어야 한다. 퀴즈 방식으로 진행하며 정답일 시 그냥 통과, 오답일 시 통로에 배치된 트레이너와 시합 후 지나갈 수 있다.
- 2세대에서는 화산이 폭발하여 홍련섬엔 포켓몬센터만 남게 된다. 옆에 있는 쌍둥이섬에 임시 체육관을 만들었다. 다른 트레이너는 없고 관장만 있다. 4세대에서는 임시 체육관이 더 넓어지며 트레이너도 생겼으며 쌍둥이섬으로 통하는 길도 다시 생겨났다.
- 2세대 홍련섬에서 그린을 만날 수 있다. 그린은 대화 후 상록시티 체육관에 간다. 4세대에서는 상록시티의 배지를 제외한 관동지방의 배지를 그린에게 보여줄 경우 그린이 상록시티로 떠난다.

### 도로 및 수로

#### 2번 도로
- 벌레포켓몬들이 출현하고, 1번도로에 나오는 포켓몬들도 나온다.
- 상록시티와 회색시티를 잇는 도로. 비전머신을 사용할 수 없을 때는 상록숲을 지날 필요가 있다.

#### 3번 도로
- 회색시티에서 달맞이산으로 가는 산길. 회색시티에서 가려고 하면 남자아이가 막지만 회색배지를 얻으면 지나갈 수 있다.
- 깨비참, 꼬렛, 망키, 모래두지, 아보가 출현한다.

#### 4번 도로
- 도로는 서쪽과 동쪽으로 나뉘어 있어서 달맞이산을 지나면 블루시티로 갈 수 있다.동쪽엔 턱이 많아 한번 뛰어내리면 산쪽으로 돌아갈 수 없다.
- 고라파덕과 3번도로에 나오는 포켓몬이 출현한다.

#### 24번 도로
트레이너들과 라이벌이 시비를 걸어온다. 끝에 조무래기가 있다.

### 자연 및 기타

#### 상록숲(일칭: 토키와 포레스트)
- 상록시티 북쪽에 있는 숲이다.
- 벌레 포켓몬이 등장하기 때문에 중독 상태가 되기 쉽다. 따라서 해독제를 소지하고 가는 것이 좋다.

#### 달맞이(월견)산
- 회색시티 동쪽에 있는 산으로, 트레이너가 매우 많기 때문에 주의해야 한다.
- 모든 트레이너에게 승리하면 조개화석과 껍질화석 중 하나를 가져갈 수 있다.
- 삐삐, 픽시, 럭키가 출몰하는 지역이다.

#### 지하 통로(7-8번 도로 사이)
- 포켓몬은 안 나오지만 도구가 숨겨져 있다.

#### 상트앙르호
- 갈색시티 남쪽에 있는 항구에서 이 배를 탈 수 있다.
- 통로를 계속 지나다 보면 선장이 있는데 이 선장에게서 비전머신 풀베기를 획득할 수 있다.

#### 디그다의 굴
- 갈색시티 동쪽에 있는 동굴로, 이 곳을 빠져나와서 아래로 내려가면 집이 있다. 그 곳에서 마임맨을 자신의 캐이시와 교환할 수 있다.
- 더 내려오면 오박사의 조수를 만날 수 있다. 포켓몬을 10마리 포획하는 조건으로 조수에게서 비전머신 플래시를 얻을 수 있다.
- 이곳은 디그다가 많으나 낮은 확률로 진화형인 닥트리오도 나온다.

#### 무인 발전소
썬더가 출현하는 곳이다.전기 타입 포켓몬이 살고
있으며 찌리리공 ,붐볼 ,코일 ,에레브 등의 포켓몬이
있다.

#### 관동 무인 발전소
파도 타기를 배워 가면 전기 포켓몬과 썬더가 있다.
또 이상한 사탕이 있디.

#### 돌산 터널(일칭: 이와야마 터널)
- 블루시티 동쪽에 있는 터널이다.

#### 쌍둥이 섬
프리져가 출현하는 곳.
얼음타입,물타입포켓몬이 살고있다.
그 포켓몬들은 꼬부기(적은 확률로),쥬레곤,쥬쥬,
루주라,셀러,야돈,야돈란등이 있다.

#### 챔피언 로드
- 배지 8개를 모두 가진 자만이 들어 갈 수 있는 포켓몬리그가 있는 석영고원으로 통하는 동굴로 고렙의 야생 포켓몬과 엘리트 트레이너가 출현한다. 2, 4세대에서는 실버가 이들을 모두 쓰러트려서 한명도 보이지 않는다.
- 1세대, 레츠고 시리즈에서는 이 곳에서 파이어를 만날 수 있다.

#### 석영 고원(일칭: 세키에이 코우엔)
- 포켓몬 리그가 있는 장소.

#### 홍련섬
- 동쪽의 바다를 '파도타기'를 이용해 미싱노를 만날수 있다. 만약 만나면 게임을 리셋해야 한다.

## 같이 보기
- 성도 지방
- 호연 지방
- 신오 지방
- 관동 지방